# Nordanskog
Nordanskog eller Ovanskog var under medeltiden en region i Sverige som bestod av de riksdelar som låg norr om gränsskogarna Tiveden, Tylöskogen och Kolmården, det vill säga ungefär Svealand och användes för att skilja dessa från Sunnanskog, det vill säga ungefär Götaland.
Namnen syftar på att området ligger norr om ("ovan") gränsskogarna.